# Carnufex
A Carnufex (jelentése 'mészáros') a Crocodylomorpha krokodilok egyik kihalt neme, mely a késő triász kori Észak-Amerikában élt. Egy fajt írtak le, a Carnufex carolinensist. Két példány maradványai ismertek a késő triász karni korszakából, az észak-karolinai Pekin formációból. A Carnufex többnyire a két hátsó lábán járt és ragadozó életmódot folytatott. A hosszát 3 méterre, magasságát 1,5 méterre becsülik.

## Leírása

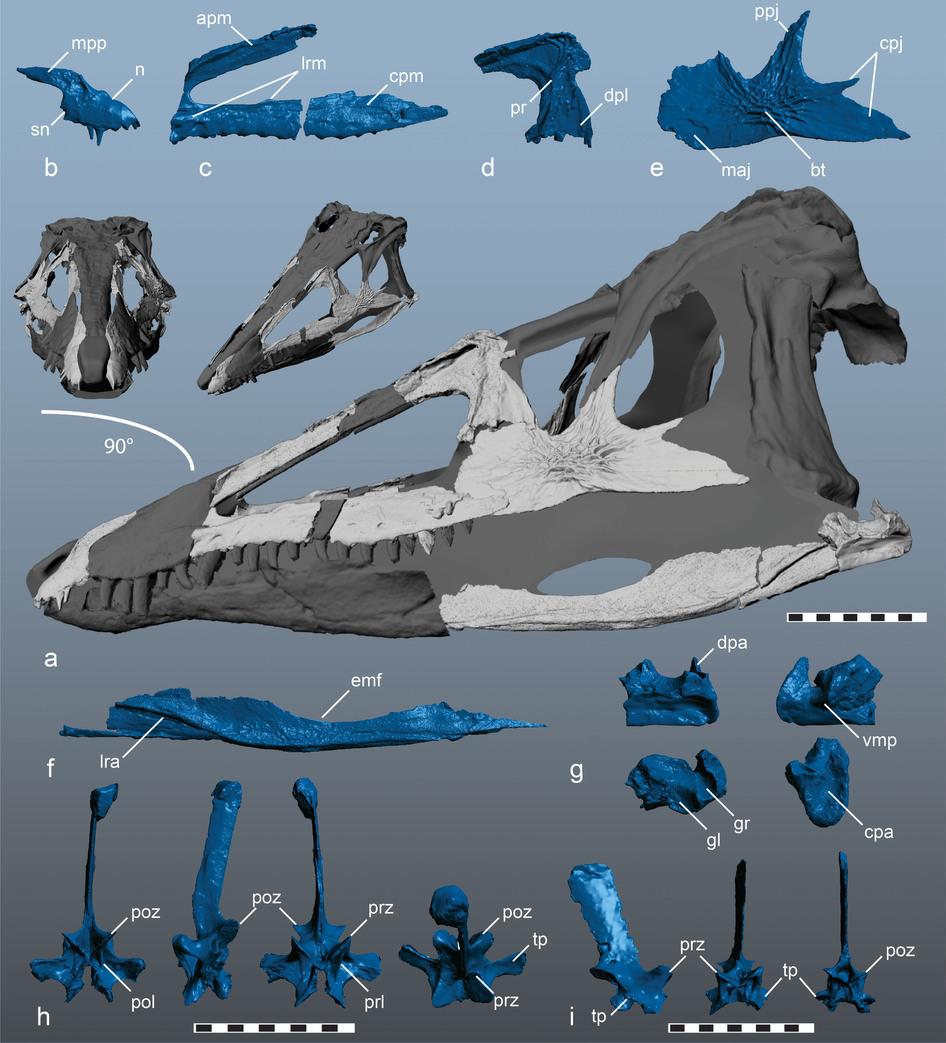
A Carnufex carolinensis koponyájának rekonstrukciója

A Carnufex koponyájának, csigolyáinak, bordáinak és felkarcsontjainak több részét is megtalálták. A felfedezett példány a becslések alapján 3 méter hosszú és 1,5 méter magas lehetett, de mivel valószínűleg ez még egy nem teljesen kifejlett egyed volt, ezért ennél valamivel nagyobbra is nőhetett. Az állatot hosszú és keskeny pofa jellemezte. A Carnufex lehetett korának egyik csúcsragadozója.

## Fordítás
Ez a szócikk részben vagy egészben  a   Carnufex című angol Wikipédia-szócikk ezen változatának fordításán alapul.  Az eredeti cikk szerkesztőit annak laptörténete sorolja fel. Ez a jelzés csupán a megfogalmazás eredetét és a szerzői jogokat jelzi, nem szolgál a cikkben szereplő információk forrásmegjelöléseként.